# Lelio Colista
Lelio Colista (Rome, 13 januari 1629 - aldaar, 13 oktober 1680) was een Italiaanse barok componist en luitspeler. 

## Biografie
Colista kreeg al op jeugdige leeftijd een uitstekende muzikale opleiding, waarschijnlijk op het Seminario Romano. Hij was een meester in het bespelen van de luit. Toen Colista 30 jaar was had hij al de lucratieve functie van "custode delle Pittore" aan de pauselijke kapel. In 1664 trad hij in dienst aan het hof van de Lodewijk XIV in Versailles mede omdat de kardinaal Flavio Chigi een goed woordje voor hem had gedaan. Gedurende de laatste 20 jaar van zijn leven was hij een veel gevraagd componist en docent in Rome. 

## Muziekstijl
Colista schreef voornamelijk instrumentale muziek, en (hoewel er geen stukken werden gepubliceerd tijdens zijn leven) was zijn invloed op de muzikanten in Rome zeer groot. Zijn muziek wordt omschreven in een eenvoudige en minder veeleisende stijl dan die van zijn tijdgenoten. Arcangelo Corelli vermeldt hem in het voorwoord van zijn Opus 1 als een van de " più professori musici di Roma". Henry Purcell waardeerde Lelio Colista om zijn contrapunt vaardigheden. Het werk van Colista is sterk beïnvloed door Corelli en Purcell. Zijn triosonates (de vroege da Chiesa sonates) voor twee violen en basso continuo, werden door verschillende tijdgenoten omschreven als symfonieën. Hij werd omschreven als Romanae Urbis Orpheus (de Orpheus van de stad Rome) door de Jezuïet geleerde Athanasius Kircher . 